# Estación de Zug Postplatz
La estación de Zug Postplatz es una estación ferroviaria de la comuna suiza de Zug, en el Cantón de Zug.

## Historia y situación
La estación de Zug Postplatz fue inaugurada en el año 2004 con la puesta en servicio de la red de trenes de cercanías Stadtbahn Zug.
Se encuentra ubicada en el centro del núcleo urbano de Zug, en las inmediaciones de la Postplatz, donde también es posible transbordar a los autobuses urbanos de Zug. Cuenta con un andén lateral al que accede una vía pasante.
En términos ferroviarios, la estación se sitúa en la línea Thalwil - Zug - Arth-Goldau. Sus dependencias ferroviarias colaterales son la estación de Zug hacia Thalwil y la estación de Zug Casino en dirección Arth-Goldau.

## Servicios ferroviarios
Los servicios ferroviarios de esta estación están prestados por SBB-CFF-FFS.

### Stadtbahn Zug
De la red de cercanías Stadtbahn Zug pasa una línea por la estación:
- S 2 Baar Lindenpark - Zug - Walchwil - Arth-Goldau - Brunnen - Erstfeld